# マバルマ
マバルマ（英語: Mabaruma）はガイアナのバリマ＝ワイニ州の州都。アルカ川の近く、標高13メートルの周囲の熱帯雨林の上の狭い高原に位置し、ベネズエラとの国境が近い。2012年国勢調査によれば人口は1,254人で、人種別だと混血、次いでアメリカ先住民が多い。
周辺の村と共にマバルマ＝クマカ＝ホソロロ（Mabaruma / Kumaka / Hosororo）基礎自治体（町）に属している。以前はNDC（近隣民主評議会）であったが、2016年に町へ格上げされた。1965年に創立された地域初の中等学校であるノースウェスト中学校がある。

## 歴史
かつてはブルームズ家が所有していた土地で、ココアが栽培されていた。ガイアナ政府は政府機関を建設するために土地の一部を購入した。
数キロ下流に位置するモラワンナが川の洪水の危機にさらされると、モラワンナに代わって行政府所在地に選ばれた。1958年以降は北西部県の県都として、1980年の行政区画再編後はバリマ＝ワイニ州の州都として機能している。
2023年12月にベネズエラがエセキボ地域を自国領だと宣言すると、マバルマの市民グループは集会を開き、マバルマはガイアナ領であると宣言した。一方でベネズエラの軍事侵攻を恐れて避難する住人もいた。

## 気候
ケッペンの気候区分では熱帯雨林気候（Af）に属している。
| Mabarumaの気候         | Mabarumaの気候 | Mabarumaの気候 | Mabarumaの気候 | Mabarumaの気候 | Mabarumaの気候 | Mabarumaの気候 | Mabarumaの気候 | Mabarumaの気候 | Mabarumaの気候 | Mabarumaの気候 | Mabarumaの気候 | Mabarumaの気候 | Mabarumaの気候 |
| 月                     | 1月            | 2月            | 3月            | 4月            | 5月            | 6月            | 7月            | 8月            | 9月            | 10月           | 11月           | 12月           | 年             |
| ---------------------- | -------------- | -------------- | -------------- | -------------- | -------------- | -------------- | -------------- | -------------- | -------------- | -------------- | -------------- | -------------- | -------------- |
| 平均最高気温 °C （°F） | 28.9 (84)      | 29.3 (84.7)    | 29.7 (85.5)    | 30.3 (86.5)    | 30.0 (86)      | 29.3 (84.7)    | 29.6 (85.3)    | 30.5 (86.9)    | 31.1 (88)      | 31.2 (88.2)    | 30.4 (86.7)    | 29.7 (85.5)    | 30 (86)        |
| 日平均気温 °C （°F）   | 25.2 (77.4)    | 25.5 (77.9)    | 25.8 (78.4)    | 26.4 (79.5)    | 26.5 (79.7)    | 26.1 (79)      | 26.0 (78.8)    | 26.5 (79.7)    | 26.9 (80.4)    | 27.0 (80.6)    | 26.4 (79.5)    | 26.0 (78.8)    | 26.19 (79.14)  |
| 平均最低気温 °C （°F） | 21.6 (70.9)    | 21.7 (71.1)    | 22.0 (71.6)    | 22.6 (72.7)    | 23.0 (73.4)    | 22.9 (73.2)    | 22.5 (72.5)    | 22.6 (72.7)    | 22.7 (72.9)    | 22.8 (73)      | 22.5 (72.5)    | 22.4 (72.3)    | 22.44 (72.4)   |
| 雨量 mm （inch）       | 222 (8.74)     | 112 (4.41)     | 108 (4.25)     | 149 (5.87)     | 293 (11.54)    | 394 (15.51)    | 331 (13.03)    | 269 (10.59)    | 189 (7.44)     | 193 (7.6)      | 251 (9.88)     | 328 (12.91)    | 2,839 (111.77) |
| 出典：Climate-Data.org |                |                |                |                |                |                |                |                |                |                |                |                |                |